# Ishizuka Tatsumaro
Ishizuka Tatsumaro (japanisch 石塚 龍麿; geboren 1764 in Hosoda (細田村), Landkreis Fuchi (敷知郡), Provinz Tōtōmi; gestorben 20. Juli 1823) war ein japanischer Historiker der späten Edo-Zeit und Vertreter der japanischen Nationallehre „Kokugaku“ (国学).

## Leben und Werk
Ishizuka Tatsumaro studierte unter dem bekannten Historiker Motoori Norinaga. Er führte dann grundlegende Studien zur Literatur der Nara-Zeit durch, insbesondere zum Kojiki und zum Nihonshoki, den ältesten geschichtlichen Werken, die in Japan erschienen sind. Er kam zu dem Ergebnis, dass es zwei unterschiedliche Kategorien von Zeichen innerhalb der Man’yōgana, einer Schriftform, die sich von chinesischen Zeichen ableitete, gab. Er war damit ein früher Vertreter der „Jōdai Tokushu Kanazukai“ (上代仮名遣い).
Zu Ishizukas Arbeiten gehören das „Kanazukai okuno yamamichi“ (仮字遣 奥山路), eine dreibändige Studie, die er wohl vor 1798 fertigstellte. Die vom Sprachforscher Hashimoto Shinkichi (1882–1945) erstellte Abschrift ist dann von Takebe Ayumi (竹部 歩美) überarbeitet worden. Ein weiteres Werk ist das „Kogen seidakukō“ (古言 清濁考) aus dem Jahr 1801.